# Michel-Ange Joseph
 (avril 2025).
Pour les articles homonymes, voir Joseph.
Michel-Ange Joseph, née le 14 juin 1993, aux Gonaïves à Haïti, est une travailleuse sociale, poétesse, féministe, défenseure des droits humains et fondatrice de CIJYS — Fondation (Cónclave Investigativo de las Ciencias Jurídicas Y Sociales).

## Biographie
Michel-Ange Joseph est une activiste des droits humains & des femmes noires et directrice du Cónclave Investigativo de Ciencias Jurídicas y Sociales (Fundación CIJYS — Affiliée avec le Global Justice Clinic (REDMA) — New York University),, une institution engagée dans la défense des droits des migrants et des communautés afro-descendantes au Chili et dans les Amériques. Depuis son arrivée au Chili en 2015, elle a œuvré activement pour la promotion des politiques publiques et projet de lois inclusives ainsi que le renforcement du tissu social des communautés vulnérables,,.
Elle est devenue très connue après avoir scandalisé la stérilisation forcée des migrants spécifiquement les femmes noires d’origine haïtienne ainsi que d'autres formes de violences gynécologiques et obstétricales exercées par l’État de Chili,,

## Formation académique
En 2021, Michel-Ange Joseph a obtenu son diplôme de Technicienne, puis son titre de Professionnel en Travail Social, avec une concentration en Maternité et Famille à Instituto Profesional (AIEP) — Universidad Andrés Bello (UNAB) en 2023, au Chili. Elle est actuellement thésiste d'une Licence en Travail Social à l'Annexe República dans la Région Métropolitaine de Santiago du Chili, à la même université. Elle a complété sa formation aussi avec des certifications avancées en premiers secours psychologiques, en neurosciences appliquées aux processus psychologiques de base et en étude de genre et sexe.
Elle a effectué ses études secondaires au lycée du Bicentenaire de Gonaïves, en Haïti, où elle a été présidente centrale de sa promotion (2012-2013).

## Parcours professionnel et Activisme
Depuis 2021, Michel-Ange Joseph préside le directoire de CIJYS, où elle a développé des initiatives en collaboration avec des organismes locaux et internationaux,,,,,,

### International
Parmi les initiatives les plus remarquées publiquement en collaboration avec des organismes internationaux, on peut citer :
- ONU Femmes, 2024 - Présent
- Human Rights Watch, 2024 - Présent
- Agence des Nations Unies pour les Réfugiés (ACNUR), 2024 - Présent
- Réseau des Femmes Afrolatino-américaines et de la Diaspora, 2022 - Présent
- Afro Résistance — Ligue de Justice Linguistique, 2019 - Présent
- Front des Femmes Afro-Politiques, 2023 - Présent
- Coalition des Nations Unies contre le Racisme (UNARC), 2021 - Présent
- Bureau régional du Haut-Commissariat des Nations Unies aux droits de l'homme (HCDH), 2020 - Présent
- Organisation Panaméricaine de la Santé (OPS), 2023
- Services Internationaux pour les Droits de l'Homme (ISHR), 2023
- Human Right Council (HRC), 2023
- Fonds des Nations Unies pour la Population Afro-descendant (UNFPA), 2023
- Fonds des Nations Unies pour l’Enfance (UNICEF), 2023
- Etc.

### Local
En tant qu'experte en gouvernance locale et/ou travailleuse sociale, elle a apporté son appui technique et/ou spécialisé dans l'implémentation de divers campagne et programmes locaux d'intérêt public à divers institutions gouvernementales et non gouvernementales.  Parmi eux, on peut citer:
- Fundación Opción, Programa de Reparación a Menores Migrantes (PRM), 2022 - 2025
- Fondation Jean Olriche Pierre, Campagne "Octobre Rose", 2024[17]
- Ambassade de la République d’Haïti au Chili, Section Consulaire et Identité, 2022-2024
- Municipalidad de El Bosque, Programa de Inmigracion y refugiados, 2024
- Fundación Integra, Programa de Integración, 2019-2023
- Fundación Ciudad del Niño, Programa de Reparación a Menores, 2022-2023
- Ministerio Público  - Fiscalía Regional Metropolitana Sur, Programa de Asistencia Técnica, 2023
- Municipalidad de Santiago, Programa de Desarrollo Social, Inclusión y Diversidad de Género, 2018-2022
- Municipalidad de Peñalolén, Oficina de Migraciones, 2019-2022
- Servicio Nacional de la Mujer y la Equidad de Género (SERNAMEG), Centro de la Mujer, Programa Atención Para Sobreviviente y Víctimas de Violencias de Género, 2020- 2021
- Servicio Jesuitas de Migrantes (SJM), Proyecto Piloto del Programa de Atención Territorial (PAT), 2020
- Municipalidad de San Joaquín, Corporación Municipal de Desarrollo Social, 2019-2020
- Municipalidad de San Joaquín, Secretaria de la Dirección del Liceo Politécnico Horacio Aravena Andaur, 2017-2019
- Etc.

Le 10 mars 2025, elle a été élue Conseillère de la Société Civile du Service National des Migrations (COSOC) (2025-2027). Le 31 mars 2025, aussi, elle a gagné et a assumé la présidence du Conseil de la Société Civile du Service National des Migrations (COSOC) du Chili pour la période de 2025-2026,,.
En définitif, c'est publiquement réconnu tous ses travaux généralement sur l'incidence politique, l'implementation de programme d’éducation et projet d’assistance linguistique, juridique et sociale aux migrants/réfugiés (ou demandeurs d’asiles), aux enfants et femmes d'ascendance africaine, aux victimes de trafique & d’esclavage moderne et aux survivant(e)s de violence individuelle, structurelle et systémique basée sur le genre et sexe, etc,,,,.

## Autres
Michel-Ange Joseph est, entre autres, une professionnelle linguistique maîtrisant le créole haïtien, le français, l'espagnol, l'anglais et le portugais, ce qui la permet non seulement d'interagir dans divers forums internationaux et de contribuer à des débats de grande envergure dans toutes l'Amérique Latine sur le droit et la justice lingüistique, mais aussi à servir dans divers organisme privé, public et régional à titre de traductrice et/ou interprète.

## Reconnaissances
Son travail est reconnu à l'échelle internationale. Parmi ses réalisations les plus notables figure sa participation au Forum Permanent des Nations Unies pour les Afro-descendants (UNFPA) dans le cadre du Décennie des Nations Unies pour les Personnes d’Ascendance Africaine où elle a protesté contre les réthoriques des répresentant(e)s diplomatiques dominicains au sein du Palais des Nations (Suisse) et a dénoncé le racisme et l'anti-haitianisme à l'encontre des haïtien(ne)s en République Dominicaine.
Parallèlement, elle a énoncé les difficultés faisant face les migrant(e)s et réfugié(e)s haïtien(n)es au sein des administrations publiques et des hôpitaux dans les Amériques et a présenté des recommandations concernant l'accès à la santé sexuelle et réproductive des personnes migrantes d'ascendance africaine.

## Œuvres et publications
Michel-Ange Joseph est co-auteur du livre “Fanzine manitud: Memorias del 25J Santiago y Alimapu”. Elle a supporté la publication du livre "Infancia Perdida"et est collaboratrice de la Revista Sur, où elle publie des articles relatifs à la migration et aux droits humains.
Elle contribue aussi à la visibilisation de la Culture et l’Art Haïtien au Chili et intervient fréquemment dans les médias sur les thématiques de la migration, le racisme et les femmes d'ascendance africaine en tant qu'activiste, féministe et dirigeante de mouvement et/ou organisation de la société civile.
Elle réalise aussi des exposés dans divers forums ou espaces académiques comme la Universidad de Desarrollo (UDD) (2024), Universidade Federal de Río de Janeiro (2024), Pontificia Universidad Católica (PUC) (2024), Universidad De Chile (UC) (2024), Centro Cultural la Moneda de Chile (2023), Universidad Alberto Hurtado (UAH) (2023), Law School of New York University (NYU) (2021), etc. en tant que conférencière,,,,,,,,